# Nordischer Schiffsbohrwurm
Der Nordische Schiffsbohrwurm (Nototeredo norvagica), auch Norwegischer Bohrwurm ist eine Muschel-Art aus der Familie der Schiffsbohrmuscheln (Teredinidae). Er siedelt meist in etwas tieferem Wasser. Größere Schäden durch seine Bohrtätigkeit sind nicht bekannt.

## Merkmale
Das gleichklappige Gehäuse wird bis 20 mm lang. Es ist etwas höher (1,3 cm) als lang. Es sitzt auf dem vordersten Teil des langen, wurmförmigen Körpers, der ausgestreckt bis 80 cm lang werden kann (Tryon) (bis 1 m), meist jedoch deutlich kleiner ist (etwa 30 bis 40 cm). Das Gehäuse ist im Umriss in drei Bereiche gegliedert: in einen kleinen dreieckigen vorderen Teil, einen großen, hoch-schiefeiförmigen und geblähten mittleren Teil und einen wieder etwas kleineren, halbrunden hinteren Teil (Auriculum). Der dreieckige vordere Teil setzt oben am mittleren Teil an, abgesetzt durch einen Knick. Der vordere Teil ist mit ca. 60, quer zur Längsachse und randparallel verlaufenden, dicht stehenden Rippen versehen, die mit stachel- oder dornartigen Fortsätzen besetzt sind. In dorsalen Bereich des vorderen Gehäuseteils sitzt der Wirbel. Der mittlere Teil ist doppelt so hoch wie lang und ist meist nur schwach mit randparallelen Anwachsstreifen ornamentiert, ebenso der hintere Gehäuseteil. Von den Wirbeln verläuft eine schmale Längsgrube fast senkrecht zur Gehäuselängsachse über den mittleren Gehäuseteil zum Ventralrand. Der hintere, halbrunde, am oberen Rand etwas abgeflachte Gehäuseteil setzt seitlich am Mittelteil an. Das Ligament sitzt intern auf einem Resilifer. Schlosszähne fehlen. Die aragonitische Schale ist dünn und zerbrechlich.

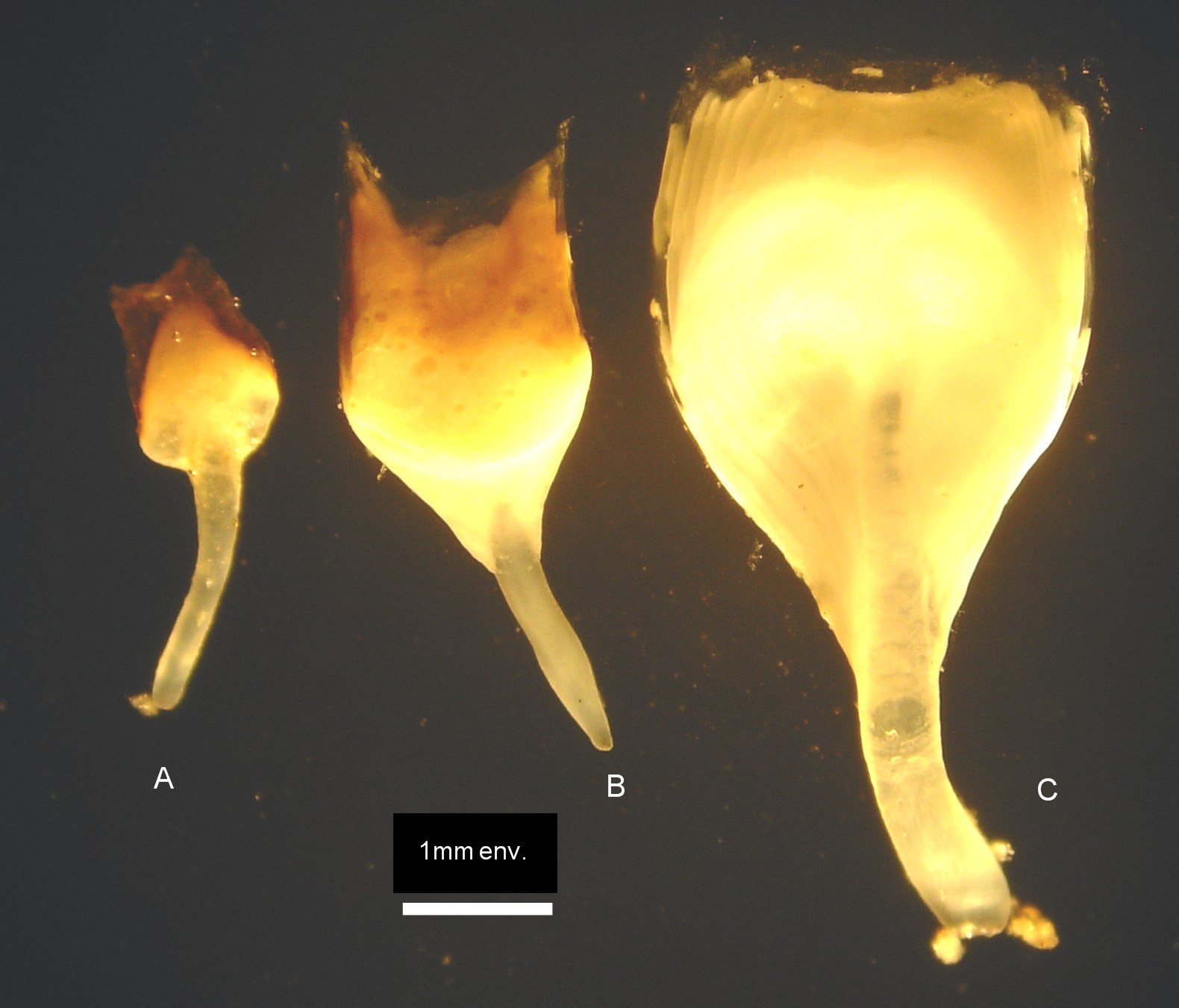
Paletten von drei Schiffsbohrmuscheln: A. Lyrodus pedicellatus; B. Teredo navalis C. Nototeredo norvagica. Deutlich sichtbar in diesem Durchlichtbild sind die nicht verkalkten, oder schwach verkalkten vorderen Randbereiche.

Das Blatt der Paletten ist paddel-artig mit geraden bis nur leicht gewölbtem oberen Ende. Es ist innen konkav, außen konvex gewölbt. Am oberen Ende befindet sich eine daumennagel-artige Vertiefung auf der Außenseite des Blattes. Das Blatt ist aus dicht gepackten, jeweils randparallelen, verkalkten Segmenten, die durch dünne Lagen von Periostracum voneinander getrennt sind. Die gesamte Oberfläche ist von einem hellbraunen Periostracum überzogen. In älteren Exemplaren ist das Periostracum häufig schon abgerieben. Der Stiel ist vergleichsweise kurz. Er ist eiförmig im Querschnitt und hat eine raue Oberfläche. Die Farbe variiert von kreideweiß bis pinkbraun.
Die Siphonen sind (im Vergleich mit anderen Schiffsbohrmuscheln) kurz und getrennt; sie sind ungefähr gleich lang. Die mit Kalziumkarbonat ausgekleideten Bohrlöcher bzw. Wohnröhren sind hinten mit bis zu zwölf Septen unterteilt, die jedoch jeweils mittig eine große, eiförmige Öffnung haben.

## Geographische Verbreitung und Lebensraum
Das Verbreitungsgebiet erstreckt sich über weite Teile der europäischen Atlantikküste von Norwegen bis ins Mittelmeer und Schwarze Meer. Er kommt auch auf Island, den Azoren und den Kanarischen Inseln vor. Wahrscheinlich kommt sie auch an der nordamerikanischen Ostküste ursprünglich vor. Eine Verschleppung ist jedoch nicht ganz auszuschließen. 2014 wurde die Art auch an der indischen Küste des Golfes von Bengalen nachgewiesen.
Der Nordische Schiffsbohrwurm scheint etwas größere Tiefen zu bevorzugen (verglichen etwa mit dem Schiffsbohrwurm). Er ist daher kaum eine Gefahr für hölzerne Bauwerke im flachen Wasser. Dafür sind archäologische Objekte wie z. B. gesunkene Holzschiffe gefährdet. Der Nordische Schiffsbohrwurm ist salinitätstolerant (17 bis 39 PSU) und erträgt auch große Temperaturschwankungen (2–30 °C). Die Art brütet die Larven im Oktober und Frühwinter aus.

## Fossilbericht
Fossilien, die sich nicht von den Paletten von Nototeredo norvagica unterscheiden, wurden schon in obereozänen Schichten in Österreich gefunden.

## Taxonomie
Das Taxon wurde von Lorenz Spengler 1792 unter dem ursprünglichen Binomen Teredo norvagica begründet. Die Art ist allgemein anerkannt und wird zur Gattung Nototeredo Bartsch, 1923 gestellt.